# Kolga lahe
Kolga lahe este o arie protejată (arie specială de conservare — SAC, sit de importanță comunitară — SCI, arie de protecție specială avifaunistică — SPA) din Estonia întinsă pe o suprafață de 2.449,1 ha, integral pe uscat.

## Localizare
Centrul sitului Kolga lahe este situat la coordonatele 59°33′41″N 25°17′32″E / 59.5613°N 25.2921°E.

## Înființare
Situl Kolga lahe a fost declarat sit de importanță comunitară în aprilie 2004 pentru a proteja 15 specii de animale. Alte tipuri de protecție:
- arie de protecție specială avifaunistică (în aprilie 2004)[2]
- arie specială de conservare (în iunie 2005)[1][3][4]

## Biodiversitate
Situată în ecoregiunile boreală și marină baltică, aria protejată conține 14 habitate naturale: Bancuri de nisip acoperite în permanență slab de apă marină, Lagune de coastă, Recifuri, Vegetație anuală la limita mareei, Insulițe și insule mici din Baltica boreală, Pășuni de coastă din Baltica boreală, Litoraluri nisipoase din Baltica boreală cu vegetație perenă, Dune mobile de-a lungul țărmului cu Ammophila arenaria („dune albe”), Dune fixe decalcificate cu Empetrum nigrum, Dune împădurite din regiunile atlantică, continentală și boreală, Lacuri și iazuri distrofice naturale, Formațiuni de Juniperus communis pe lande sau pajiști calcaroase, Mlaștini alcaline, Taiga vestică.
La baza desemnării sitului se află mai multe specii protejate:
- păsări (14): alca (Alca torda), rață mare (Anas platyrhynchos), rață pestriță (Anas strepera), rața moțată (Aythya fuligula), lebădă de vară (Cygnus olor), pescăruș negricios (Larus fuscus), rață catifelată (Melanitta fusca), ferestrașul mare (Mergus merganser), Mergus serrator, cormoran mare (Phalacrocorax carbo), eider (Somateria mollissima), chiră mică (Sterna albifrons), Sterna paradisaea, fluierarul cu picioare roșii (Tringa totanus)
- mamifere (1): Halichoerus grypus

Pe lângă speciile protejate, pe teritoriul sitului au mai fost identificate 4 specii de plante.